# Polyfenoloxidase
Polyfenoloxidase of fenolase, preciezer chloroplastisch polyfenoloxidase (PPO) (oude naam: catecholoxidase) is de homoloog van tyrosinase in planten. Polyfenoloxidase is een tetrameer met vier koperatomen per molecuul en bindingsplaatsen voor twee aromatische stoffen en zuurstof.
Het enzym katalyseert de o-hydroxylatie van monofenolen (fenolmoleculen waarvan de benzeenring een enkele hydroxyl-substituent heeft) in o-difenolen (fenolmoleculen met twee hydroxylsubstituenten). Ze kunnen de verdere oxidatie van o-difenolen katalyseren in o-chinonen. Ook catechol kan geoxideerd worden.
Deze reacties zijn verantwoordelijk voor de enzymatische bruinkleuring van plantendelen, die na beschadiging met zuurstof in contact komen. Ook kunnen zwarte en rode pigmenten gevormd worden. De gevormde chinonen zijn giftig voor ziekteverwekkende micro-organismen.
Polyfenoloxidase is een morfeïne, een eiwit dat twee of meer verschillende homo-oligomeren kan vormen. Deze homo-oligomeren bestaan als monomeer, trimeer, tetrameer, octameer en dodecameer.

## Enzymatische katalyse
Bij de oxidering van catechol in aanwezigheid van polyfenoloxidase als katalysator wordt het dihydroxybenzol in benzochinon omgezet:
Enzymatische katalyse van catechol met het homologe tyrosinase:

## Inhibitoren
Er zijn twee typen inhibitoren (enzymremmers) van polyfenoloxidase. Een die de zuurstof aan de koperplaats van het enzym beïnvloedt en een die de fenolgroepen beïnvloedt. Tentoxine is in recent onderzoek ook gebruikt om de werking van polyfenoloxidase in zaailingen te blokkeren. Tropolone is een in druiven voorkomende polyfenoloxidase inhibitor. Een andere inhibitor van dit enzym is kaliummetabisulfiet (K2S2O5) Polyfenoloxidase in de wortels van de banaan wordt sterk geremd door dithiothreitol en natriummetabisulfiet..
Kaliumdithioniet (kaliumhydrosulfiet) is ook een inhibitor van polyfenoloxidase.